# Мино, Максим
Максим Мино (фр. Maxime Minot) — французский политик, бывший депутат Национального собрания Франции, член партии «Республиканцы». 

## Биография
Родился 20 июля 1987 года в Клермоне (департамент Уаза). В 2008 году в возрасте 20 лет Максим Мино был избран членом муниципального совета коммуны Этуи. В 2014 году он был избран мэром этой коммуны с населением 788 человек (2013 год). Член партии «Республиканцы», он голосует на президентских выборах 2017 года за Эмманюэля Макрона и сожалеет, что Франсуа Фийон не снял свою кандидатуру. Выступал за возвращение в политику Николя Саркози.
Перед выборами в Национальное собрание в 2017 году действующий депутат по 7-му избирательному округу от партии «Республиканцы» Эдуар Куртьяль решил не баллотироваться на очередной срок, так как новый закон о невозможности совмещения мандатов запрещал занимать более одной выборной должности, а он одновременно был президентом Совета департамента Уаза. Партия решила выдвинуть кандидатом в депутаты Максима Мино, а Эдуар Куртьяль стал его заместителем. На выборах в округе, где месяцем ранее кандидат «Республиканцев» на президентских выборах Франсуа Фийон собрал только 13,41 % голосов, Максим Мино с 60,52 % голосов победил во 2-м туре кандидата президентского движения «Вперёд, Республика!». В Национальном собрании является членом комиссии по культуре и образованию.
В 2019 году при обсуждении законопроекта о ВРТ выступал в его поддержку в отличие от большинства членов его парламентской фракции. После этого он сблизился с Дамьеном Абадом и активно поддержал его во время успешной кампании за лидерство во фракции «Республиканцев» в Национальном собрании.
В июле 2020 года вышел номер газеты Le Monde с интервью Максима Мино, в котором он заявил: «Я хочу показать, что можно быть депутатом, правым и геем, и при этом не быть маргиналом».
В июле 2021 года Максим Мино в паре с Офелией Ван Эльсюв был избран в Совет департамента Уаза от кантона Клермон. 
На выборах в Национальное собрание в 2022 году он вновь баллотировался по 7-му округу департамента Уаза и был переизбран во втором туре, получив 56,7 % голосов.
На Парламентских выборах 2024 года, назначенных после роспуска президентом Эмманюэлем Макроном Национального собрания 9 июня 2024 года, Максим Мино вновь баллотировался, но во 2-м туре занял только третье место.

## Занимаемые выборные должности
16.03.2008 — 03.04.2014 — член муниципального совета коммуны Этуи 

04.04.2014 — 15.07.2017 — мэр коммуны Этуи 

21.06.2017 — 09.06.2024 — депутат Национального собрания Франции от 7-го избирательного округа департамента Уаза 

с 01.07.2021 — член Совета департамента Уаза от кантона Клермон